# Сурда
Сурда́ (рос. Сурда, башк. Сурҙы) — присілок у складі Караідельського району Башкортостану, Росія. Входить до складу Кірзинської сільської ради.
Населення — 115 осіб (2010; 156 у 2002).
Національний склад:
- башкири — 69 %
- татари — 26 %